# Confide in Me (album, 2001)
A Confide in Me az ausztrál énekesnő Kylie Minogue válogatáslemeze, mely 2001. november 12-én jelent meg. Ez a válogatás mindkét stúdióalbumát, az 1994-es Kylie Minogue-ot és az 1997-es Impossible Princess-t tartalmazza, melyek korábbi kiadójánál, a Deconstruction Records-nál jelentek meg. Ugyanakkor nem került az albumon a „Breathe” című slágere. A lemez anyagi csőd volt, nem került fel egyik fontosabb listára se, illetve a kritikusok is vegyes véleménnyel voltak róla. Bár a kritikusok dicsérték a Deconstruction Records-nál kiadott dalokat, ugyanakkor elveszítették érdeklődésüket, mivel nagyon hasonló volt ez a válogatás a korábbi Hits+-hoz, mely szintén csak a Deconstruction kiadónál megjelent dalokat tartalmazta.

## Háttér és kidolgozás
Mielőtt Minogue szerződést kötött jelenlegi kiadójával, a Parlophone-nal, korábbi kiadói úgy döntöttek, hogy a korábbi lemezeiről adnak ki számos szerzeményt. A Confide in Me-t a BMG adta ki másik válogatásával, a Hits+-szal (2000), a Greatest Hits-szel (2002), a Greatest Hits 87–97-nel (2003) és az Artist Collection-nel (2004). Egyik válogatás sem ért el nagy sikereket, bár a Hits+ felkerült a listára az Egyesült Királyságban, míg mindkét Greatest Hits listás lett Japánban, Írországban és az Egyesült Királyságban. A lemez borítója egy képernyőfotó a „Breathe” című kislemezről, annak ellenére, hogy a dal nem került fel erre a lemezre. A képen Minogue testét a korábbi kislemezeinek borítóit mutató kockákból formázták meg.

## Fogadtatás
A Confide in Me vegyes kritikákat kapott. Semmilyen értelmező kritika nem jelent meg róla, de az AllMusic a lemez csúcspontjaiként megnevezte a „Some Kind of Bliss”-t, a „Time Will Pass You By”-t és a „Confide in Me”-t. A kritikusok dicsérték a Deconstruction-nál kiadott dalokat, ugyanakkor azt érezték, hogy nem lesz sikere, mivel túlságosan hasonlít a Hits+-ra. A lemez semmilyen jelentős listát nem járt meg. Ennek ellenére a Brit Hanglemezgyártók Szövetsége ezüstlemezzel jutalmazta a válogatást, mivel több, mint 60 000 példányban kelt el.

## Számlista
|     | Cím                      | Szerző(k)                                       | Producer(ek)                   | Hossz |
| --- | ------------------------ | ----------------------------------------------- | ------------------------------ | ----- |
| 1.  | Put Yourself in My Place | Jimmy Harry                                     | Harry                          | 4:56  |
| 2.  | Some Kind of Bliss       | Kylie Minogue, James Dean Bradfield, Sean Moore | Dave Eringa, Bradfield         | 4:16  |
| 3.  | Surrender                | Gerry DeVeaux, Charlie Mole                     | DeVeaux, John Waddle, Tim Bran | 4:27  |
| 4.  | If I Was Your Lover      | Harry                                           | Harry                          | 4:47  |
| 5.  | Limbo                    | Minogue, Dave Ball, Ingo Vauk                   | Ball, Vauk                     | 4:07  |
| 6.  | Did It Again             | Minogue, Steve Anderson, Dave Seaman            | Brothers in Rhythm             | 4:24  |
| 7.  | Through the Years        | Minogue, Ball, Vauk                             | Ball, Vauk                     | 4:22  |
| 8.  | Too Far                  | Minogue                                         | Brothers in Rhythm             | 4:46  |
| 9.  | Say Hey                  | Minogue                                         | Brothers in Rhythm             | 3:40  |
| 10. | Time Will Pass You By    | Dino Fekaris, Nick Zesses, John Rhys            | M People                       | 5:28  |
| 11. | Cowboy Style             | Minogue, Anderson, Seaman                       | Brothers in Rhythm             | 4:48  |
| 12. | Falling                  | Neil Tennant, Chris Lowe                        | Pete Heller, Terry Farley      | 6:46  |
| 13. | I Don’t Need Anyone      | Minogue, Bradfield, Nick Jones                  | Eringa, Bradfield              | 3:15  |
| 14. | Dreams                   | Minogue, Anderson, Seaman                       | Brothers in Rhythm             | 3:46  |
| 15. | Jump                     | Minogue, Rob Dougan                             | Dougan                         | 4:05  |
| 16. | Drunk                    | Minogue, Anderson, Seaman                       | Brothers in Rhythm             | 4:01  |
| 17. | Confide in Me            | Anderson, Seaman, Owain Barton                  | Brothers in Rhythm             | 5:52  |

## Minősítések és eladási adatok
| Ország                   | Helyezés   | Eladás  |
| ------------------------ | ---------- | ------- |
| Egyesült Királyság (BPI) | Ezüstlemez | 60 000+ |

## Fordítás
- Ez a szócikk részben vagy egészben  a   Confide in Me (2001 album) című angol Wikipédia-szócikk fordításán alapul.  Az eredeti cikk szerkesztőit annak laptörténete sorolja fel. Ez a jelzés csupán a megfogalmazás eredetét és a szerzői jogokat jelzi, nem szolgál a cikkben szereplő információk forrásmegjelöléseként.